# Tepic
Tepic (phát âm tiếng Tây Ban Nha: [teˈpik]) là thủ phủ và thành phố lớn nhất của bang Nayarit, México.
Thành phố nằm ở trung tâm bang, tại 21°30′30″B 104°53′35″T / 21,50833°B 104,89306°T.

Nó nằm ở độ cao 915 mét (3.002 ft) trên mực nước biển, cạnh bờ Río Mololoa và Río Tepic, cách Guadalajara, Jalisco chừng 225 kilômét (140 mi) về phía tây bắc. Ngay kế là núi lửa Sangangüey đã tắt. Tepic là trung tâm đô thị chính của vùng thiên về nông nghiệp này.
Thành phố được ra năm 1531 dưới tên Villa del Espíritu Santo de la Mayor España.

## Khí hậu
| Dữ liệu khí hậu của Tepic                | Dữ liệu khí hậu của Tepic | Dữ liệu khí hậu của Tepic | Dữ liệu khí hậu của Tepic | Dữ liệu khí hậu của Tepic | Dữ liệu khí hậu của Tepic | Dữ liệu khí hậu của Tepic | Dữ liệu khí hậu của Tepic | Dữ liệu khí hậu của Tepic | Dữ liệu khí hậu của Tepic | Dữ liệu khí hậu của Tepic | Dữ liệu khí hậu của Tepic | Dữ liệu khí hậu của Tepic | Dữ liệu khí hậu của Tepic |
| Tháng                                    | 1                         | 2                         | 3                         | 4                         | 5                         | 6                         | 7                         | 8                         | 9                         | 10                        | 11                        | 12                        | Năm                       |
| ---------------------------------------- | ------------------------- | ------------------------- | ------------------------- | ------------------------- | ------------------------- | ------------------------- | ------------------------- | ------------------------- | ------------------------- | ------------------------- | ------------------------- | ------------------------- | ------------------------- |
| Cao kỉ lục °C (°F)                       | 31.5 (88.7)               | 33.5 (92.3)               | 34.5 (94.1)               | 38.0 (100.4)              | 35.0 (95.0)               | 39.0 (102.2)              | 37.5 (99.5)               | 38.5 (101.3)              | 35.2 (95.4)               | 39.5 (103.1)              | 36.0 (96.8)               | 36.5 (97.7)               | 39.5 (103.1)              |
| Trung bình ngày tối đa °C (°F)           | 24.6 (76.3)               | 25.6 (78.1)               | 26.8 (80.2)               | 28.7 (83.7)               | 30.0 (86.0)               | 29.2 (84.6)               | 28.2 (82.8)               | 28.2 (82.8)               | 28.0 (82.4)               | 27.8 (82.0)               | 27.1 (80.8)               | 25.3 (77.5)               | 27.5 (81.5)               |
| Trung bình ngày °C (°F)                  | 16.3 (61.3)               | 16.6 (61.9)               | 17.6 (63.7)               | 19.4 (66.9)               | 21.4 (70.5)               | 23.3 (73.9)               | 23.4 (74.1)               | 23.3 (73.9)               | 23.3 (73.9)               | 21.9 (71.4)               | 19.3 (66.7)               | 17.5 (63.5)               | 20.3 (68.5)               |
| Tối thiểu trung bình ngày °C (°F)        | 8.0 (46.4)                | 7.6 (45.7)                | 8.4 (47.1)                | 10.1 (50.2)               | 12.9 (55.2)               | 17.4 (63.3)               | 18.5 (65.3)               | 18.5 (65.3)               | 18.5 (65.3)               | 16.0 (60.8)               | 11.5 (52.7)               | 9.7 (49.5)                | 13.1 (55.6)               |
| Thấp kỉ lục °C (°F)                      | 1.5 (34.7)                | −0.4 (31.3)               | 1.0 (33.8)                | 0.0 (32.0)                | 5.5 (41.9)                | 8.0 (46.4)                | 12.5 (54.5)               | 10.0 (50.0)               | 11.0 (51.8)               | 6.0 (42.8)                | 4.0 (39.2)                | 1.5 (34.7)                | −0.4 (31.3)               |
| Lượng Giáng thủy trung bình mm (inches)  | 29.5 (1.16)               | 10.1 (0.40)               | 7.4 (0.29)                | 9.1 (0.36)                | 8.9 (0.35)                | 169.7 (6.68)              | 378.6 (14.91)             | 285.6 (11.24)             | 221.5 (8.72)              | 72.9 (2.87)               | 17.5 (0.69)               | 29.1 (1.15)               | 1.239,9 (48.81)           |
| Số ngày giáng thủy trung bình (≥ 0.1 mm) | 2.6                       | 1.2                       | 0.4                       | 0.6                       | 0.8                       | 10.7                      | 22.2                      | 20.9                      | 18.1                      | 7.3                       | 1.8                       | 2.8                       | 89.4                      |
| Độ ẩm tương đối trung bình (%)           | 68                        | 66                        | 64                        | 62                        | 65                        | 73                        | 78                        | 79                        | 79                        | 76                        | 71                        | 69                        | 71                        |
| Số giờ nắng trung bình tháng             | 229                       | 247                       | 298                       | 305                       | 321                       | 234                       | 186                       | 192                       | 183                       | 236                       | 254                       | 226                       | 2.911                     |
| Nguồn 1: Servicio Meteorológico Nacional |                           |                           |                           |                           |                           |                           |                           |                           |                           |                           |                           |                           |                           |
| Nguồn 2: Ogimet                          |                           |                           |                           |                           |                           |                           |                           |                           |                           |                           |                           |                           |                           |